# Liste von Sprengstoffanschlägen im Jahr 1975
Die Liste von Sprengstoffanschlägen im Jahr 1975 erfasst Anschläge mit Sprengladungen und anderen Spreng- und Brandvorrichtungen gegen Einrichtungen und Ansammlungen von Menschen, die im Jahr 1975 passierten. Zu den Formen zählen unter anderem Auto- und Rucksackbomben. Siehe auch Liste von Anschlägen auf Verkehrsflugzeuge.

## Liste
| Datum         | Ereignis                                            | Ort                   | Staat                  | Tote | Verletzte | Anmerkung, Quellen                                                                  |
| ------------- | --------------------------------------------------- | --------------------- | ---------------------- | ---- | --------- | ----------------------------------------------------------------------------------- |
| 24. Jan. 1975 | Sprengstoffanschlag auf Lokal                       | New York City         | Vereinigte Staaten     | 4    | 53        | [ 1 ]                                                                               |
| 1. März 1975  | Sprengstoffanschlag auf Bushaltestelle              | Nairobi               | Kenia                  | 27   | 100       | [ 2 ]                                                                               |
| 4. Juni 1975  | Sprengstoffanschlag auf Zionsplatz                  | Jerusalem             | Israel                 | 15   | 77        |                                                                                     |
| 12. Aug. 1975 | Anschlag mit Schusswaffe(n) und Sprengstoff auf Bar | Belfast               | Vereinigtes Königreich | 5    | 50+       |                                                                                     |
| 27. Aug. 1975 | Sprengstoffanschlag auf Lokal                       | Tandridge             | Vereinigtes Königreich | 0    | 33        |                                                                                     |
| 28. Aug. 1975 | Sprengstoffanschlag                                 | San Miguel de Tucumán | Argentinien            | 6    | 29        |                                                                                     |
| 5. Sep. 1975  | Sprengstoffanschlag auf Hotel                       | London                | Vereinigtes Königreich | 2    | 63        | [ 3 ]                                                                               |
| 13. Sep. 1975 | Sprengstoffanschlag auf den Hamburger Hauptbahnhof  | Hamburg               | Deutschland            | 0    | 11        | In einem Schließfach detoniert eine Bombe mit Zeitzünder und verletzt elf Menschen. |
| 9. Okt. 1975  | Sprengstoffanschlag auf Bushaltestelle              | London                | Vereinigtes Königreich | 1    | 20        | [ 6 ]                                                                               |
| 13. Nov. 1975 | Sprengstoffanschlag auf Zionsplatz                  | Jerusalem             | Israel                 | 6    | 62        | [ 7 ]                                                                               |
| 18. Nov. 1975 | Sprengstoffanschlag auf Restaurant                  | London                | Vereinigtes Königreich | 2    | 23        |                                                                                     |
| 29. Dez. 1975 | Sprengstoffanschlag auf den LaGuardia Airport       | New York City         | USA                    | 11   | 74        | [ 8 ]                                                                               |